# Inactive Messiah
Inactive Messiah — греческая группа, исполняющая музыку в стиле мелодичный дэт-метал.

## История
Группа была основана в 2001 году в Афинах под названием Womb of Maggots. Под этим названием на лейбле Sleaszy Rider Records были записаны демо Womb of Maggots и альбом Life Odium.
В 2004 году группа сменила название на Inactive Messiah, в декабре того же года состоялся релиз одноимённого альбома Inactive Messiah на лейбле Black Lotus Records.
В 2006 году, после некоторых изменений в составе, Inactive Messiah вновь вошли в студию для записи третьего альбома. Запись проходила в двух студиях звукозаписи: в студии Devilworx в Афинах, а также в студии Finnvox в Хельсинки. Новый материал звучал более мелодично, агрессивно и мрачно, благодаря участию хора национальной греческой телерадиокомпании ERT и 80 музыкантов Симфонического оркестра Словакии. Аранжировкой оркестровых и хоровых партий занимался Кристос Антониу из группы Septic Flesh. Микшированием альбома занимался Микко Кармила, а мастеринг выполнил Мика Юссила в студии Finnvox. Для записи альбома Inactive Messiah пригласили некоторых гостевых музыкантов. Так Юха-Пекка (JP) Леппалуото из Charon поёт в песне «bE mY dRug», Эмппу Вуоринен из Nightwish записал гитарное соло для кавер-версии песни Майкла Джексона «Beat It», а Арто Туунела из группы Major Label исполнил заключительную вокальную партию в песне «Before the End».
Inactive Messiah подписали контракт с лейблом Holy Records летом 2006 года. После контракта вокалистка Катерина решила покинуть группу по личным причинам. Релиз альбома, названного bE mY dRug, состоялся в декабре того же года, а затем последовали два видеоклипа на одноимённую с альбомом композицию «bE mY dRug» и песню «Sing». Альбом получил хорошие рецензии от различных журналов, таких как Metallian Magazine.
После двух туров по центральной и западной Европе (32 концерта в турах Blitzkrieg 4 и The Domination Tour 2007), балканского тура (13 концертов в туре Balkans Assassination Tour 2007), нескольких фестивалей и дополнительных концертов в Греции и Румынии, группа была готова к записи четвёртого альбома.
Запись проходила в студии Devasoundz на протяжении января/февраля 2008 года. Альбом под названием Sinful Nation вышел в апреле того же года и вновь на лейбле Holy Records. Более агрессивный, но всё такой же мрачный и атмосферный. Сразу после релиза группа опять тронулась в путь — в этот раз Inactive Messiah вместе с Septic Flesh и Devian были приглашены к участию в туре посвящённом 25-летию легендарной польской дэт-метал-группы Vader во время которого отыграли 42 концерта почти во всех странах Европы.
После тура группу покинул соло-гитарист Сотирис. Однако Inactive Messiah продолжали играть на концертах в Греции и в небольших турах за границей, тем временем работая над своим пятым полноформатным альбомом. Это будет первый концептуальный альбом Inactive Messiah, на создание которого группу вдохновил фильм Адвокат дьявола. Альбом должен стать более быстрым и мрачным. На сей раз в записи примет участие Пражский симфонический оркестр. Приступить к записи Inactive Messiah планировали в июне 2010 года.

## Состав

### Нынешние участники
- Кристос — вокал (гроулинг)
- Танос — ритм-гитара/вокал (чистый)
- Лефтерис — бас-гитара
- Михалис — ударные

### Бывшие участники
- Сотирис — соло-гитара (до 2008)
- Катерина — вокал (до 2006)

## Дискография

### Студийные альбомы
Womb of Maggots
- 2001 — Womb of Maggots (демо)
- 2002 — Life Odium

Inactive Messiah
- 2004 — Inactive Messiah
- 2006 — Be My Drug
- 2008 — Sinful Nation
- 2016 — Dark Masterpiece

## Интересные факты
Оформлением альбомов Inactive Messiah занимался вокалист и бас-гитарист группы Septicflesh Спирос «Seth» Антониу. Он сам создал обложки для всех альбомов Septicflesh и многих других метал-групп, среди которых Vader, Paradise Lost, Kamelot, Caliban, Moonspell, Exodus, Soilwork, Job for a Cowboy, Heaven Shall Burn, Sybreed, Decapitated, Belphegor и другими.